# 下庄町
下庄町（しもしょうちょう）は福井県大野郡にあった町。現在の大野市中心部の東方・北方、真名川左岸にあたる。本項では町制前の名称である下庄村（しもしょうむら）についても述べる。

## 地理
- 河川 ： 真名川、清滝川

## 歴史
- 1889年（明治22年）4月1日 - 町村制の施行により、菖蒲池村、中保村、堂本村、友江村、中挟村、中荒井村、中野村、西市村、庄林村、中津川村、横枕村、南新在家村、東大月村、西大月村、太田村、小矢戸村及び大矢戸村の区域をもって、下庄村が発足する。
- 1951年（昭和26年）11月1日 - 下庄村が町制施行して、下庄町となる。
- 1954年（昭和29年）7月1日 - 大野町、下庄町、上庄村、五箇村、阪谷村、富田村、乾側村及び小山村が合併して、大野市が発足する。

## 交通

### 鉄道路線
- 京福電気鉄道
  - 越前本線（現・えちぜん鉄道勝山永平寺線）
    - 新在家駅 - 中津川駅

現在は旧村域に越美北線の北大野駅が所在するが、当時は未開業。

### 道路
- 国道157号